# Frieda-Frauenzentrum
Der gemeinnützige Verein Frieda-Frauenzentrum wurde kurz nach der Wende im Jahr 1990 von Frauen aus der Bürgerbewegung Neues Forum im Berliner Bezirk Friedrichshain-Kreuzberg gegründet. Zu dem selbst verwalteten Frauenzentrum gehört ein EU-geförderte Anti-Stalking-Projekt, das betroffene Frauen und deren soziales Umfeld berät und psychosoziale Begleitung bietet.

## Gründung von Frauenzentren nach der Wende

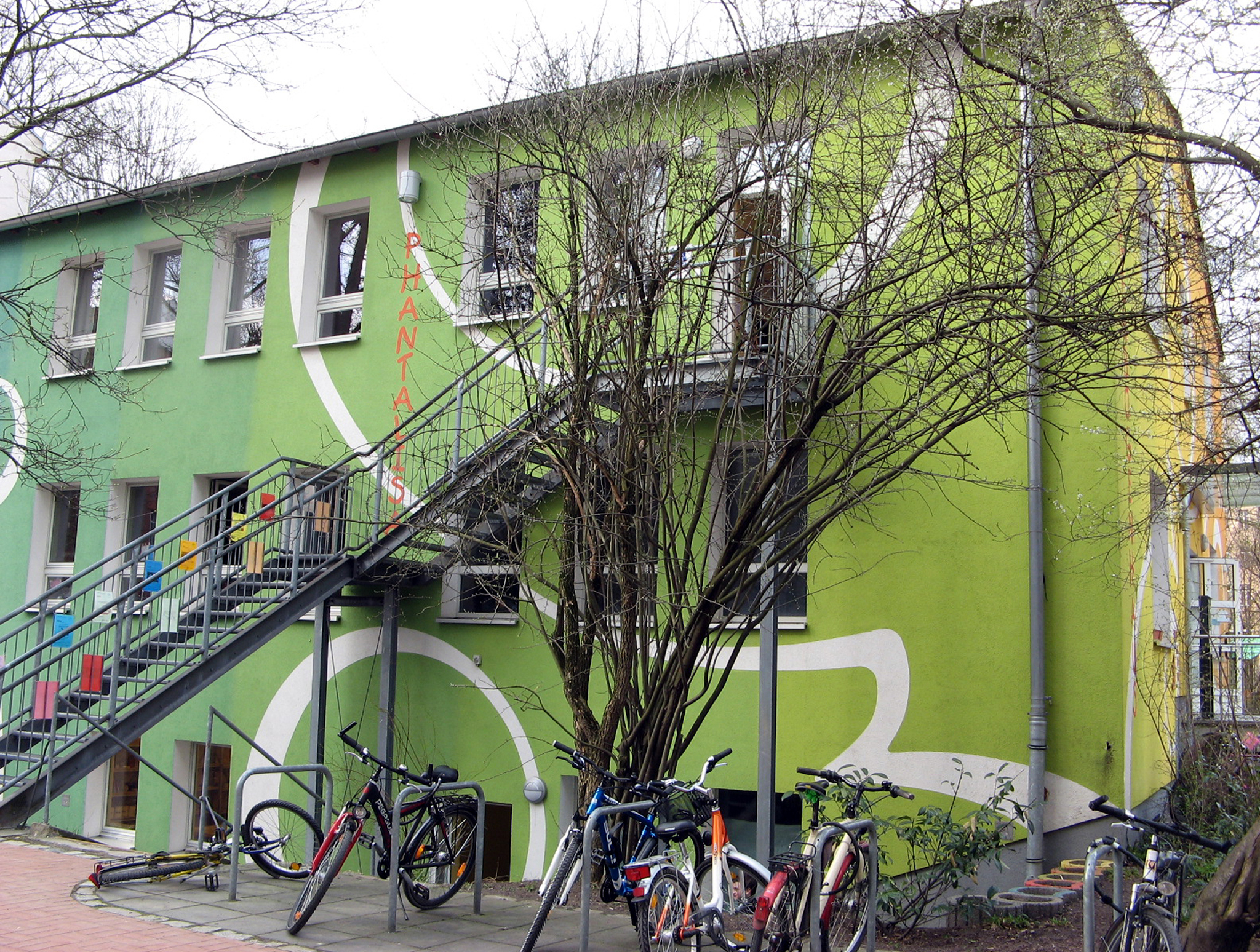
Eingang zum „Phantalisa“-Projekt, Kadiner Straße 9

In dem frauenpolitischen Aufbruch der Wendezeit gründeten Frauen 1990 im Osten Deutschlands unabhängige Frauenzentren. Zu den ersten gehören die Frauenzentren „Marie“ im Bezirk Marzahn-Hellersdorf, „Paula Panke“ in Pankow und das „Frieda“-Frauenzentrum in Friedrichshain, die bis heute existieren. Die Zentren bieten Kommunikation, Beratung, Selbsthilfe und Bildung für Frauen und Mädchen. Bei „Paula Panke“ war eine Rechtsberatung bereits in den Anfängen der Tätigkeit des Vereins ein stark genutztes Angebot. Die Vereine werden überwiegend von der Berliner Senatsverwaltung und den Bezirksämtern gefördert. Das „Frieda“-Frauenzentrum ist im Berliner Frauennetzwerk organisiert. Seit 2004 ist die Soziologin Ilse Kokula ehrenamtlich im Vorstand tätig.
Seit 2002 ist der Verein „Frieda“ e.V. Träger des Projektes „Phantalisa“  für zehn- bis 21-jährige Mädchen und junge Frauen in Berlin. Das Ziel ist eine aktive Unterstützung für eine selbstbestimmte Lebensgestaltung.

## Anti-Stalking-Projekt
Das Frieda-Frauenzentrum bietet eine kostenfreie Stalkingberatung für Frauen an. Themen-Abende informieren unter dem Titel „Let’s talk about stalking!“ Im Rahmen eines von der EU geförderten Projektes hat das Frieda-Frauenzentrum einen Leitfaden für von Stalking betroffene Frauen und ein Faltblatt für Multiplikatoren entwickelt. Das Faltblatt beschreibt neben den Folgen von Stalking vor allem Hilfestellungen für Opfer von Stalking. Im Leitfaden werden die wichtigsten Handlungsschritte erläutert, es wird eine Erste-Hilfe-Liste vorgestellt und über weitere Unterstützungsangebote informiert. 2016 führte das Projekt die Fachtagung „Cyberstalking entgegentreten - aktuelle Herausforderungen in der Beratung für Frauen“ durch und dokumentierte die Ergebnisse in einer Broschüre.